# بيدرو ميغيل إيتسينيكي
بيدرو ميغيل إيتكسينيكي لانديريبار ، المعروف أيضًا باسم بيدرو ميغيل إيشينيك (من مواليد 8 يونيو 1950م ، إيسابا ، نافار )، هو فيزيائي في الحالة الصلبة النظرية ، وأستاذ فيزياء المواد المكثفة في جامعة إقليم الباسك (UPV/EHU)، و وزيرًا سابقًا منطقة الباسك المتمتعة بالحكم الذاتي .

## البدايات والتعليم
كان إيتكسينيكي نجل الطبيب بيدرو إيتكسينيكي والمعلمة فيليسا لانديريبار.  نشأ مع أخ واحد وأخت واحدة في قرية نافارية صغيرة (كان عدد سكانها حوالي 800 نسمة في ذلك الوقت) التحق لاحقًا بمدرسة الرهبنة الكابوشنية الداخلية  التحق بجامعة نافارا وتخرج في الفيزياء عام 1972م، وحصل على جائزة الدرجة الخاصة وجائزة نهاية الدراسة.  في عام 1973م بدأ دراسته في جامعة كامبريدج بمنحة شهر مارس. وفي عام 1976م حصل على الدكتوراه. (بأطروحة بإشراف جون بندري )  وفي عام 1977م حصل (بإشراف روفوس ريتشي [الإنجليزية] )  على درجة الدكتوراه في الفيزياء من جامعة برشلونة المستقلة ، والتي حصل عليها على جائزة الدكتوراه الخاصة.

## الوظيفة والبحث العلمي
عمل في فترة باحث ما بعد الدكتوراه في مختبر أوك ريدج الوطني في تينيسي وكزميل نورديتا في معهد نيلز بور في كوبنهاجن ومع إقامته في جامعة لوند ، أصبح أستاذًا لفيزياء الحالة الصلبة في جامعة برشلونة في عام 1978م . وفي عام 1980م استقال من هذا المنصب لينضم إلى حكومة إقليم الباسك المستقل. وفي عام 1984 عاد إلى الأوساط الأكاديمية كمحاضر زائر في مختبر كافنديش في كامبريدج. في عام 1986م عاد إلى إقليم الباسك كأستاذ لفيزياء المواد المكثفة في جامعة إقليم الباسك (UPV/EHU) في حرمها الجامعي في دونوستيا / سان سيباستيان . منذ عام 1999م وهو أيضًا رئيس مركز دونوستيا الدولي للفيزياء (DIPC).
شارك إيتسينيكي في تأليف أكثر من 400 مقالة علمية.  وقد ركز بحثه على شرح سلوك الأجسام الصلبة وتفاعلها مع حزم الجسيمات المشحونة. لقد فتح عمله خطوطًا جديدة للبحث وحفز خطوط عمل نظرية وتجريبية مبتكرة في مجالات متنوعة جدًا من فيزياء المواد المكثفة مثل الفحص المجهري للإلكترون والنفق، والكيمياء الفيزيائية على مقياس الفيمتو ثانية، وتحديد السطح الإلكتروني، وانبعاث الصور العكسي، والتحليل الذري. الاصطدامات، وتفاعل الأيونات مع جزيئات البلازما، وزرع الأيونات والإثارة السطحية في الهيليوم فائق السيولة. 
العديد من الأبحاث ، بدءًا من أطروحته للدكتوراه في كامبريدج، كلها تدرس تفاعل الإلكترونات والذرات والأيونات مع الأسطح. أحد المفاهيم المهمة التي قدمها وطورها إيتسينيكي هي حالات الصورة الموضعية على الأسطح المعدنية  والتي يمكن فيها احتجاز الإلكترونات في إمكانات شحنة الصورة الخاصة بها. قام إيتكسينيكي وزملاؤه بحساب وتحليل هذه الحالات للعديد من المواد والأسطح المختلفة، بالإضافة إلى تفاعلها مع الإثارات السطحية مثل البلازمونات السطحية ، وبولاريتونات البلازمون السطحية ، والفونونات السطحية . شارك إتكسينيكي في تأليف مراجعة تم الاستشهاد بها كثيرًا حول نظرية البلازمونات السطحية 
قاموا نظريًا بتحليل تقنية الفحص المجهري النفقي (STM) من أجل تفسير صور الفحص المجهري النفقي، وعلى وجه الخصوص، ربطها بتضاريس الأسطح المدروسة والتحليل الطيفي للحالات السطحية (" التحليل الطيفي للمسح النفقي "). 
وعدة الأعمال الحديثة تدرس العوازل الطوبولوجية ، وفيزياء الأتوثانية ، والبلازمونات الكمومية.
قام إيتكسينيكي بإخراج 27 أطروحة دكتوراه.  ومن بين طلابه السابقين خافيير أيزبوروا [الإنجليزية] ، وريكاردو دييز موينو [الإنجليزية] ، وخوسيه ماريا بيتاركي [الإنجليزية] .
ومن الجدير بالذكر أيضًا اهتمام إيتكسينيكي وقدرته على نشر المعرفة العلمية والتكنولوجية وجعلها في متناول المجتمع ككل.  لقد كان نشطًا جدًا في هذا المجال في السنوات الأخيرة، حيث ألقى العديد من المحاضرات في العديد من المنتديات الجامعية والثقافية والتجارية، حيث دافع دائمًا عن القيمة الثقافية للنشاط العلمي وشجع الشباب على متابعة العلوم.  وقد شارك في تنظيم أنشطة التوعية مثل مهرجان " شغف المعرفة " الذي يقام كل ثلاث سنوات منذ عام 2010 في سان سيباستيان. 

### الأبحاث العلمية المنشورة
- P.M. Echenique (1985). "حالات السطح المستحثة بجهد الصورة". J. Phys. C: فيزياء الحالة الصلبة. ج. 18: L1133. DOI:10.1088/0022-3719/18/36/004.
- P.M. Echenique؛ J.B. Pendry (1989). "نظرية حالات الصورة على الأسطح المعدنية". تابع ل علوم السطح. ج. 32 ع. 2: 111–159. Bibcode:1989PrSS...32..111E. DOI:10.1016/0079-6816(89)90015-4.
- J.M. Pitarke؛ V.M. Silkin؛ E.V. Chulkov؛ P.M. Echenique (2006). "نظرية البلازمونات السطحية وبولاريتونات البلازمون السطحي". Rep. Prog. Phys. ج. 70 ع. 1: 1–87. arXiv:cond-mat/0611257. Bibcode:2007RPPh...70....1P. DOI:10.1088/0034-4885/70/1/R01. S2CID:46471088.
- D. Codruta Marinica؛ M. Zapata؛ P. Nordlander؛ A.K. Kazansky؛ P.M. Echenique؛ J. Aizpurua؛ A.G. Borisov (2015). "البلازمونات الكمومية النشطة". العلوم المتقدمة. ج. 1 ع. 11: e1501095. Bibcode:2015SciA....1E1095M. DOI:10.1126/sciadv.1501095. PMC:4730853. PMID:26824066.
- A.L. Cavalieri؛ N. Müller؛ Th. Uphues؛ V.S. Yakovlev؛ A. Baltuška؛ B. Horvath؛ B. Schmidt؛ L. Blümel؛ R. Holzwarth (2007). "التحليل الطيفي أتوثانية في المادة المكثفة". الطبيعة. ج. 449 ع. 7165: 1029–1032. Bibcode:2007Natur.449.1029C. DOI:10.1038/nature06229. PMID:17960239. S2CID:4341749.

### الأوسمة والجوائز
- 1998 بريميو برينسيبي دي أستورياس [23]
- 1998 مؤسسة ماكس بلانك للدراسات (من جمعية ماكس بلانك ومؤسسة ألكسندر فون هومبولت )
- 2002 ميدالية الذهب من لا ريال سوسيداد إسبانيولا دي فيسيكا [24]
- 2005 الجائزة الوطنية للتحقيقات بلاس كابريرا [25]
- تم انتخابه في عام 2014 لعضوية الأكاديمية الملكية الإسبانية للعلوم ، ليصبح عضوًا كامل العضوية ( الأكاديمية الرقمية ) في عام 2017 [26]
- 2018 عضو فخري في الجمعية الفيزيائية الأوروبية [27]
- وهو زميل الجمعية الفيزيائية الأمريكية (منذ عام 1990) [28] وعضو أجنبي في الأكاديمية الملكية للعلوم والآداب والفنون الجميلة في بلجيكا .
- حصل على العديد من الأوسمة في إقليم الباسك ونافار، من بينها جائزة بريميو فاسكو العالمية من حكومة الباسك (1999)، [29] الميداليات الذهبية لـ UPV/EHU (1998)، وسان سباستيان (2000)، وغيبوثكوا (2010). ) ونافار (2016)، وهو "الابن المفضل" ( هيجو بريديلكتو ) لمدينته الأصلية إيسابا (1998). [19]
- حصل على الدكتوراه الفخرية من جامعات كامبريدج (دكتوراه في العلوم عام 1998)، [30] كومبلوتنسي دي مدريد ، بلد الوليد ، نافارا ، [26] آلتو (2016)، [31] ومن جامعة سانتو دومينغو المستقلة ( 2017). [32]

## نشاط سياسي
في عام 1980 تخلى عن منصبه كأستاذ في برشلونة لينضم إلى أول حكومة لمجتمع الباسك المتمتع بالحكم الذاتي بعد دكتاتورية فرانكو. في حكومة كارلوس غارايكويتكسيا شغل لأول مرة منصب وزير التعليم وفي عام 1983م أصبح وزير التعليم والثقافة والمتحدث الرسمي باسم الحكومة حتى نهاية الفترة التشريعية في عام 1984م.
كان أحد المعالم البارزة في هذه الفترة التشريعية قانون تطبيع استخدام لغة الباسك ، والذي كان إيتكسينيكي هو القوة الدافعة والمؤيد له. كانت هذه السنوات الأولى لوزارة التعليم حاسمة أيضًا في وضع معظم الأسس في نظام التعليم في مجتمع الباسك المستقل ، بما في ذلك حرية التعليم. كما تم تشجيع إنشاء مراكز البحث والتطوير وتعزيز المنح الدراسية.
بعد ترك السياسة الحكومية، واصل إيتكسينيكي لعب دور مهم في السياسة العلمية لإقليم الباسك. وكان له دور محوري في تأسيس وقيادة عدد من المراكز والوكالات والمبادرات التي تقود الآن مؤسسات بحثية في إقليم الباسك. وهو المؤسس والرئيس الأول لمركز دونوستيا الدولي للفيزياء (DIPC)، الذي تأسس عام 1999. لقد كان مروجًا ومنشئًا لمركز CSIC -UPV/EHU المختلط، ومركز فيزياء المواد [الإنجليزية] (CFM) وكان أول مدير له (1999-2001) ولا يزال رئيسًا لمركز فيزياء المواد المرتبط بـ CFM.  وقد لعب دورًا مشابهًا في مركز الأبحاث التعاونية CIC نانوجون [الإنجليزية] (الذي تأسس عام 2009)  وكان حتى عام 2019 رئيسًا لمجلس إدارته. 
في عام 2007 كان من بين مؤسسي أكاديمية العلوم والفنون والآداب في إقليم الباسك جاكيوندي وشغل منصب أول رئيس لها حتى عام 2012. ثم تم تعيينه رئيسَا فخريَا.  وتشمل المناصب الأخرى التي شغلها عضوية مجلس إدارة CSIC ( المجلس الوطني الإسباني للبحوث ) (2001-2007)، ونائب رئيس مجلس إدارة مؤسسة أوسكامبوس الفرنسية الإسبانية،  ونائب رئيس وكالة الابتكار في حكومة الباسك، إينوباسكي (2008-2012). منذ عام 2012، يرأس لجنة تحكيم جائزة أميرة أستورياس للبحث العلمي والتقني. 

## روابط خارجية
- "Short Biography: Excmo. Sr. D. PEDRO MIGUEL ECHENIQUE LANDIRÍBAR" (بالإسبانية). Real Academia de Ciencias. Archived from the original on 2019-06-08. Retrieved 2018-02-15.
- "News about Pedro Miguel Etxenike". El País (بالإسبانية). Archived from the original on 2019-04-18. Retrieved 2019-04-17.
- "Personal webpage of Etxenike". مؤرشف من الأصل في 2023-06-12. اطلع عليه بتاريخ 2019-04-18.
- Etxenike's publications
- An interview on Euskonews
- The webpage of the DIPC
- Juan José Gómez Cadenas, Francesc Monrabal (Sep 2016). "Pedro Echenique: "El cientificismo, el pensar que la ciencia es la única fuente de conocimiento verdadero, es un error"". Jot Down (بالإسبانية). Archived from the original on 2023-09-29. Retrieved 2019-04-18. (long, biographical interview)
- Canal Europa, ed. (29 Nov 2016). "Meeting with Pedro Miguel Echenique" (بالإسبانية والإنجليزية). Archived from the original on 2020-08-06.
- Mirari Gómez (29 Jan 2019). "Pedro Miguel Echenique: "Si no somos más inteligentes, seremos más pobres"". El Diario Vasco (بالإسبانية). Archived from the original on 2020-08-06. Retrieved 2019-04-18.

قالب:Prince of Asturias Award for Technical and Scientific Research